# Ridderstedt
Ridderstedt är ett svenskt efternamn. Den 31 december 2013 var 93 personer med detta namn bosatta i Sverige.. Namnet har burits av tre svenska släkter. Den första, för vilken namnet skapades, var en adelsätt (1691–1922) med Riddarhusets nummer 1862.

## Personer med efternamnet Ridderstedt
- Anton Henrik Ridderstedt (1835–1883), ingenjör
- Birgit Ridderstedt (1914–1985), svensk-amerikansk folksångerska
- C. Erik Ridderstedt (1915–1982), svensk-amerikansk direktör
- Elsa Ridderstedt (född 1988), operasångerska
- Hans Ridderstedt (1919–2007), präst
- Lars Ridderstedt (1924–2009), präst, teolog och kyrkobyggnadsexpert
- Margareta Ridderstedt (1951–2023), operasångerska
- Margareta Ridderstedt (textilantikvarie) (född 1942)
- Maria Ridderstedt (född 1977), journalist och programledare
- Matts Ridderstedt (1911–1975), präst

## Adelsätten

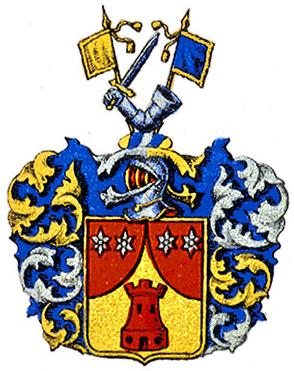
Adelsvapen nr 1862: Ridderstedt

Ätten Ridderstedt hette som ofrälse Demitz, adlades 1691 och introducerades 1743. Den härstammade först från Oberlausitz där en by i nuvarande Tyskland fortfarande heter Demitz-Thumitz delvis efter den medeltida släkten. Den siste manlige ättlingen, ingenjören Carl Henrik Ridderstedt (1870–1922) emigrerade från Sverige till Pennsylvania där han år 1918 arbetade på American Steel & Wire Co. i Pittsburgh, och den adliga ätten utslocknade på svärdssidan med honom år 1922 och på spinnsidan 1954 med hans syster. En av hans systrar Wendela Sofia Ridderstedt gifte sig med David Richard Leonard Helin (1856–1935), och deras söner kallade sig Demitz-Helin.

### Stamtavla över kända ättlingar
- Johan Demitz
  - Staffan Demitz, adlad Ridderstedt (död 1693), ryttmästare
    - Staffan Ridderstedt (1692–1745), löjtnant
      - Lorentz Gustaf Ridderstedt (1731–1771), löjtnant
        - Carl Gustaf Ridderstedt (1763–1809), kapten
          - Jakob Gustaf Ridderstedt (1794–1856), kapten
            - Anton Henrik Ridderstedt (1835–1883), ingenjör (chef för John Truedsson Ridderstedt, se nedan)
              - Wendela Ridderstedt (1869–1948), gift med David Helin, major (deras söner kallade sig Demitz-Helin)
                - Bo Demitz-Helin (1897–1976), direktör
                - Stina Helin (1898–1981), gift med Gustaf Bergqvist, rådman[6]
                - Ella Helin (1906–1993), gift med Robert Magnusson, generaldirektör[7]

              - Carl Henrik Ridderstedt (1870–1922), ingenjör, USA, adliga ätten dog ut med honom
              - Elsa Ridderstedt (1871–1954), gift med Hjalmar Gardtman, överste[8]

## Skånskdalasläkt

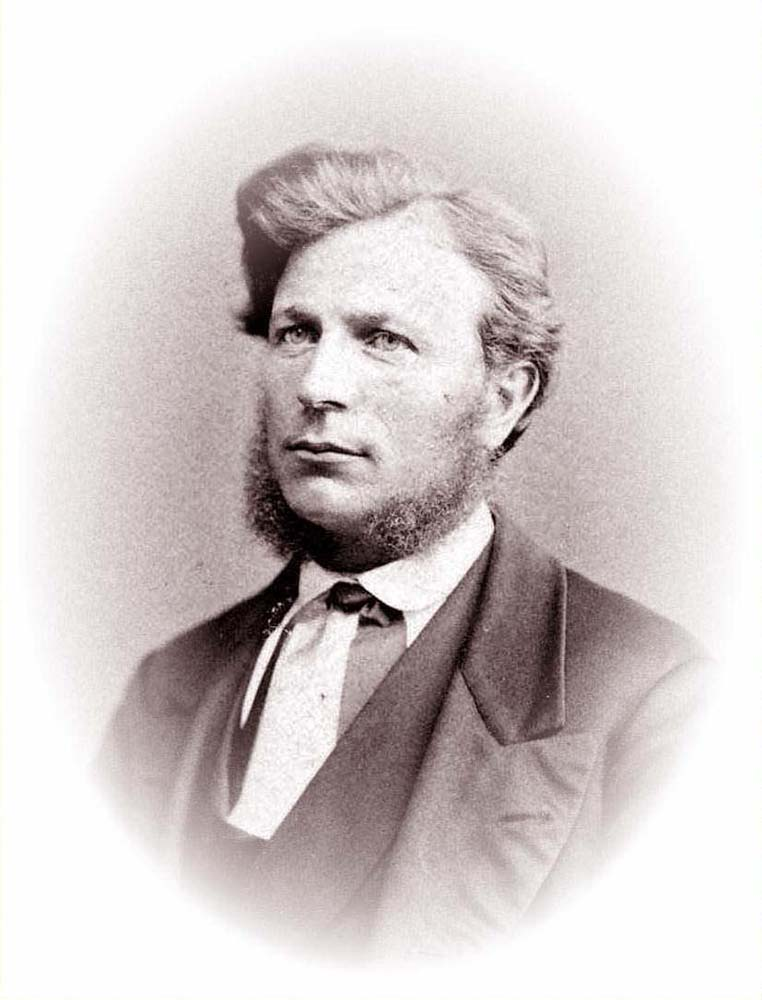
John Truedsson Ridderstedt (foto av Gösta Florman c. 1871).

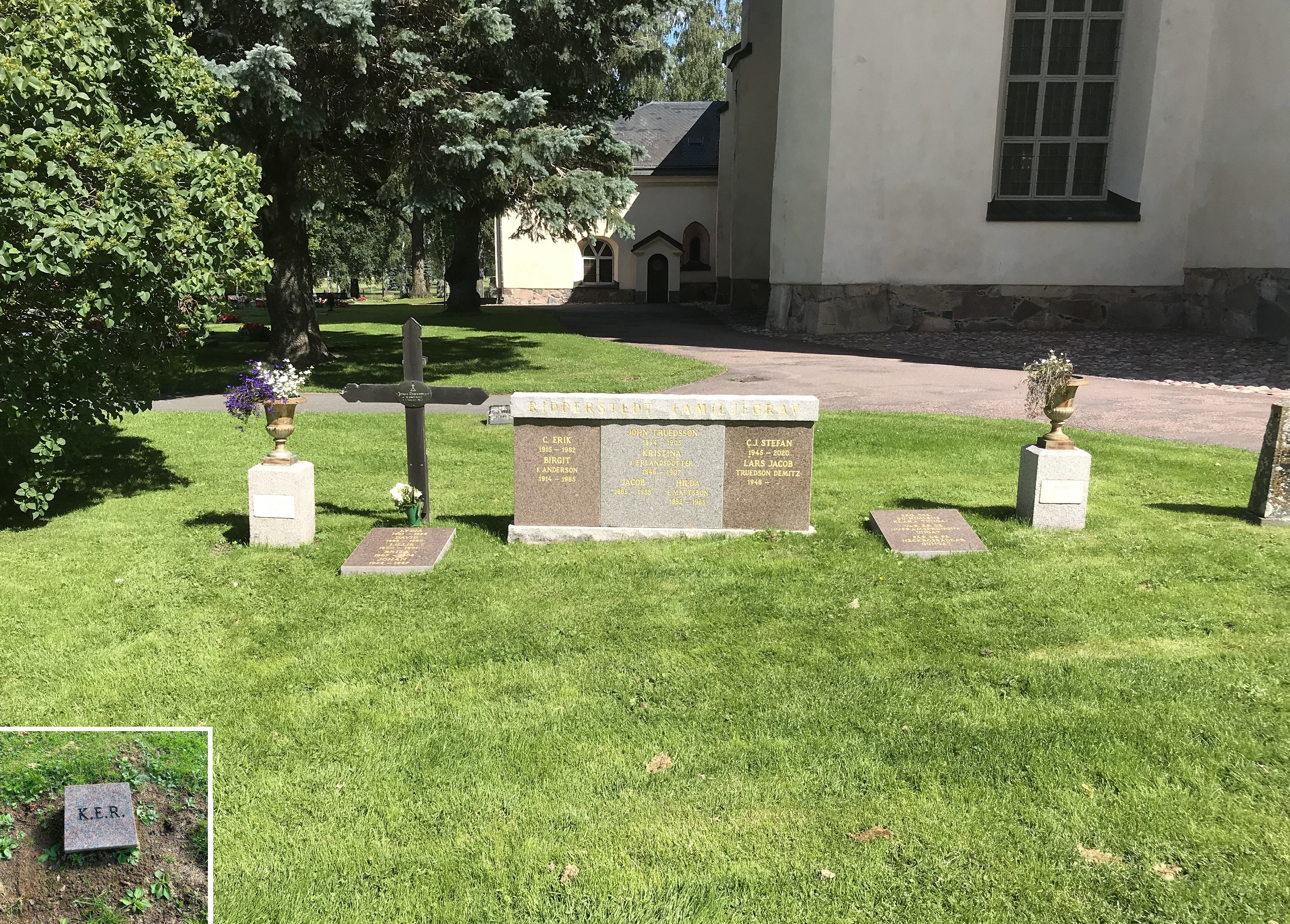
Släktgraven invid Stora Tuna kyrka 2020.

Andra släkten Ridderstedt grundades av skånske järnarbetaren John Truedsson (1844–1905), född i Norra Sandby, som enligt en sonsons berättelse om släkten var anställd på järnvägsbygge i Värmland hos ovannämnde Anton Henrik Ridderstedt. John Truedsson bytte enligt den berättelsen efternamn till Ridderstedt när Anton Henrik Ridderstedt dog och John Truedsson "fick överta ansvaret för järnvägsbygget närmast Arvika". Kyrkböcker, ingenjörslängder och andra handlingar om järnvägen eller dessa personer antyder emellertid inte att John Truedsson Ridderstedt var någon chef eller hade annat ansvar än de andra vanliga järnvägsarbetarna. Släktnamnet Ridderstedt (som då fortfarande var adligt) blev således av egentligen okänd anledning ditskrivet som tillagt släktnamn i en husförhörslängd för åren 1871–1872. John Truedsson Ridderstedt uppfostrade sina sju barn i Borlänge och slutade sina dagar som hästhandlare och torpare i Tjärna by i Stora Tuna socken. Samme sonson till honom har även i en annan bok kallat sin farfar för "bergsprängare", men det finns ingen annan källa för benämningen än sonsonens berättelser. Personer i denna släkt som bär efternamnet idag gör det alla genom härstamning från John Truedssons yngste son Jacob Ridderstedt (1885–1958) i Borlänge.

### Stamtavla över kända ättlingar
- John Truedsson Ridderstedt (1844–1905), järnvägsarbetare och torpare
  - Jacob Ridderstedt (1885–1958), expeditör och kyrkvärd
    - Matts Ridderstedt (1911–1975), präst
      - Margareta Ridderstedt (född 1942), antikvarie, varit gift med Thomas Heinemann, skriftställare, intendent

    - Bengta Ridderstedt (1913–1992), gift med Nils Bolander, biskop
    - C. Erik Ridderstedt (1915–1982), direktör, gift med Birgit Ridderstedt (1914–1985), folksångerska, USA och Sverige
      - Lars-Erik Jacob Ridderstedt (född 1948), nöjesprofil under artistnamnet Lars Jacob, heter numera Jacob Truedson Demitz, skapare av Wild Side Story

    - Hans Ridderstedt (1919–2007), präst
      - Dag Ridderstedt (född 1959), affärsman, gift med Margareta Ridderstedt (1951–2023), operasångerska
        - Elsa Ridderstedt (född 1988), operasångerska

    - Lars Ridderstedt (1924–2009), präst och kyrkobyggnadsexpert
      - Maria Ridderstedt (född 1977), radioprofil

## Släkt frånSmåland
Tredje släkten härstammar från småländskan Kristina Johansdotters son Ernst Rickard (1891–1976) som vid påbörjad skolgång i Växjö av okänd anledning fick efternamnet Ridderstedt inskrivet i kyrkboken. En möjlig anknytning till den adliga ättens namn är att denne Ridderstedt (utan angiven fader) föddes i grannsocknen Skatelöv till det Vederslöv som ovannämnde Anton Henrik Ridderstedt härstammade ifrån.